# Massimo Margiotta
Massimo Margiotta (Maracaibo, 27 luglio 1977) è un dirigente sportivo ed ex calciatore italiano con cittadinanza venezuelana, di ruolo attaccante, responsabile del settore giovanile del Verona.
È primatista di reti (4) con la maglia del Perugia nelle competizioni confederali per club.

## Biografia
Durante l'esperienza a Vicenza conosce sua moglie Simona Girardi, dal cui matrimonio nasce nel 2004 Giulia.

## Caratteristiche tecniche
Margiotta era un centravanti-boa, forte fisicamente e di testa.

## Carriera

### Giocatore

#### Club

##### Gli inizi
Nato, cresciuto e formato in Venezuela da famiglia italiana, torna in Italia all'età di 8 anni, a Raiano, in provincia dell'Aquila. Debutta nel 1994 con il Pescara, in Serie B; con la maglia della squadra abruzzese gioca altri due campionati cadetti, chiudendo la sua esperienza con 42 presenze e 7 gol in tre anni.
Passato al Cosenza, in Serie C1, realizza 19 gol in 33 apparizioni contribuendo alla promozione diretta in Serie B della compagine rossoblu; vince inoltre il titolo di capocannoniere del campionato. Viene acquistato dal Lecce, con cui realizza 7 reti in 19 partite nel campionato di Serie B 1998-1999; a gennaio, tuttavia, viene ceduto alla Reggiana, sempre in Serie B. In Emilia realizza 10 gol in 18 presenze, senza evitare la retrocessione in Serie C1.

##### Udinese
Viene acquistato dall'Udinese, con cui debutta in Serie A il 19 settembre 1999 nella sconfitta esterna contro la Juventus (4-1). In due campionati in Friuli gioca 38 partite in campionato (7 reti), venendo utilizzato prevalentemente come rincalzo o come attaccante titolare per le coppe europee. In Coppa UEFA segna una doppietta in trasferta contro il Bayer Leverkusen che permette alla squadra bianconera di superare il turno, ribaltando lo 0-1 patito nella gara casalinga; l'Udinese viene poi eliminata negli ottavi dallo Slavia Praga. In Intertoto è protagonista nella finale di ritorno contro i cechi del Sigma Olomouc in cui segna il gol del 4-2 che porta l'Udinese a vincere la finale e il trofeo.

##### Vicenza, Perugia e Piacenza
Acquistato in comproprietà dal Vicenza nell'estate del 2001, realizza 15 reti nella formazione berica, appena retrocessa in Serie B; a fine stagione viene riscattato, e rimane in Veneto fino al 2005, con l'intermezzo di sei mesi al Perugia, in Serie A, all'inizio della stagione 2003-2004. In Umbria realizza 4 gol in 16 apparizioni, a cui vanno aggiunte 4 reti in Coppa UEFA. Tornato a Vicenza, contribuisce alla salvezza della squadra veneta formando la coppia d'attacco titolare con Stefan Schwoch.
All'inizio della stagione 2005-2006 viene ceduto (insieme al compagno Damiano Moscardi) al Piacenza, dove però realizza 4 gol in 34 partite di Serie B.

##### Frosinone, ritorno a Vicenza, Barletta
Rientrato a Vicenza, nel luglio 2006 viene ceduto in prestito al neopromosso Frosinone, con cui mette a segno 11 reti e contribuendo alla salvezza della squadra ciociara. A causa di un'inchiesta sul calcio-scommesse, nell'estate 2007 viene squalificato fino al 30 novembre. Il 21 agosto 2008 ritorna ancora al Vicenza; nella sua seconda esperienza in Veneto totalizza 58 presenze e 5 reti, entrando spesso dalla panchina.
Il 16 settembre 2010, dopo essere rimasto svincolato, viene ingaggiato dal Barletta, squadra di Lega Pro Prima Divisione.

#### Nazionale
Ha fatto parte della nazionale Under-21 e della Nazionale olimpica italiana; con quest'ultima con la quale ha partecipato al torneo di Sydney 2000.
Dal 2004, non avendo mai giocato con la nazionale maggiore italiana, viene convocato nella nazionale venezuelana con cui debutta il 19 febbraio dello stesso anno contro l'Australia. Con la maglia della vinotinto ha partecipato anche alla Copa América 2004 (in cui segna un gol) e alle qualificazioni CONMEBOL per il campionato del mondo 2006. Conclude la propria esperienza con la nazionale sudamericana nel marzo 2005, con un totale di 11 presenze e due reti.

### Dopo il ritiro
Per la Copa América 2011 è uno dei commentatori per la televisione satellitare Sky Sport.
Terminato il contratto con il Barletta, annuncia il ritiro dal calcio giocato e diventa responsabile dell'attività di base del Vicenza.
Il 13 giugno 2017 è nominato responsabile del settore giovanile del Verona.

## Statistiche

### Presenze e reti nei club
Statistiche aggiornate al 15 maggio 2011.
| Stagione         | Squadra          | Campionato       | Campionato | Campionato | Coppe nazionali | Coppe nazionali | Coppe nazionali | Coppe continentali | Coppe continentali | Coppe continentali | Altre coppe | Altre coppe | Altre coppe | Totale | Totale |
| Stagione         | Squadra          | Comp             | Pres       | Reti       | Comp            | Pres            | Reti            | Comp               | Pres               | Reti               | Comp        | Pres        | Reti        | Pres   | Reti   |
| ---------------- | ---------------- | ---------------- | ---------- | ---------- | --------------- | --------------- | --------------- | ------------------ | ------------------ | ------------------ | ----------- | ----------- | ----------- | ------ | ------ |
| 1994-1995        | Pescara          | B                | 9          | 4          | CI              | 0               | 0               | -                  | -                  | -                  | -           | -           | -           | 9      | 4      |
| 1995-1996        | Pescara          | B                | 18         | 1          | CI              | 1               | 0               | -                  | -                  | -                  | -           | -           | -           | 19     | 1      |
| 1996-1997        | Pescara          | B                | 15         | 2          | CI              | 0               | 0               | -                  | -                  | -                  | -           | -           | -           | 15     | 2      |
| Totale Pescara   | Totale Pescara   | Totale Pescara   | 43         | 7          |                 | 0               | 0               |                    | -                  | -                  |             | -           | -           | 43     | 7      |
| 1997-1998        | Cosenza          | C1               | 33         | 19         | CI+CI-C         | 2+0             | 1               | -                  | -                  | -                  | -           | -           | -           | 35     | 20     |
| 1998-gen. 1999   | Lecce            | B                | 19         | 7          | CI              | 6               | 2               | -                  | -                  | -                  | -           | -           | -           | 25     | 9      |
| gen.-giu. 1999   | Reggiana         | B                | 18         | 10         | CI              | -               | -               | -                  | -                  | -                  | -           | -           | -           | 18     | 10     |
| 1999-2000        | Udinese          | A                | 13         | 2          | CI              | 1               | 0               | CU                 | 5                  | 2                  | -           | -           | -           | 19     | 4      |
| 2000-2001        | Udinese          | A                | 22         | 4          | CI              | 4               | 5               | Int+CU             | 3+2                | 1+1                | -           | -           | -           | 31     | 11     |
| Totale Udinese   | Totale Udinese   | Totale Udinese   | 35         | 6          |                 | 5               | 5               |                    | 10                 | 4                  |             | -           | -           | 50     | 15     |
| 2001-2002        | Vicenza          | B                | 33         | 15         | CI              | 1               | 0               | -                  | -                  | -                  | -           | -           | -           | 34     | 15     |
| 2002-2003        | Vicenza          | B                | 32         | 11         | CI              | 8               | 1               | -                  | -                  | -                  | -           | -           | -           | 40     | 12     |
| 2003-gen. 2004   | Perugia          | A                | 16         | 4          | CI              | 2               | 1               | Int+CU             | 0+4                | 4                  | -           | -           | -           | 22     | 9      |
| gen.-giu. 2004   | Vicenza          | B                | 17         | 10         | CI              | 1               | 1               | -                  | -                  | -                  | -           | -           | -           | 18     | 11     |
| 2004-2005        | Vicenza          | B                | 35+2       | 10         | CI              | 3               | 2               | -                  | -                  | -                  | -           | -           | -           | 40     | 12     |
| ago. 2005        | Vicenza          | B                | 0          | 0          | CI              | 1               | 0               | -                  | -                  | -                  | -           | -           | -           | 1      | 0      |
| ago. 2005-2006   | Piacenza         | B                | 34         | 4          | CI              | -               | -               | -                  | -                  | -                  | -           | -           | -           | 34     | 4      |
| 2006-2007        | Frosinone        | B                | 38         | 11         | CI              | 1               | 0               | -                  | -                  | -                  | -           | -           | -           | 39     | 11     |
| 2007-2008        | Frosinone        | B                | 18         | 1          | CI              | 0               | 0               | -                  | -                  | -                  | -           | -           | -           | 18     | 1      |
| Totale Frosinone | Totale Frosinone | Totale Frosinone | 56         | 12         |                 | 1               | 0               |                    | -                  | -                  |             | -           | -           | 57     | 12     |
| 2008-2009        | Vicenza          | B                | 32         | 3          | CI              | 0               | 0               | -                  | -                  | -                  | -           | -           | -           | 32     | 3      |
| 2009-2010        | Vicenza          | B                | 26         | 2          | CI              | 1               | 0               | -                  | -                  | -                  | -           | -           | -           | 27     | 2      |
| Totale Vicenza   | Totale Vicenza   | Totale Vicenza   | 175+2      | 51         |                 | 15              | 4               |                    | -                  | -                  |             | -           | -           | 192    | 55     |
| 2010-2011        | Barletta         | 1D               | 18         | 1          | CI-LP           | -               | -               | -                  | -                  | -                  | -           | -           | -           | 18     | 1      |
| Totale carriera  | Totale carriera  | Totale carriera  | 449        | 121        |                 | 31              | 13              |                    | 14                 | 8                  |             | -           | -           | 494    | 142    |

### Cronologia presenze e reti in nazionale
| Cronologia completa delle presenze e delle reti in nazionale ― Venezuela | Cronologia completa delle presenze e delle reti in nazionale ― Venezuela | Cronologia completa delle presenze e delle reti in nazionale ― Venezuela | Cronologia completa delle presenze e delle reti in nazionale ― Venezuela | Cronologia completa delle presenze e delle reti in nazionale ― Venezuela | Cronologia completa delle presenze e delle reti in nazionale ― Venezuela | Cronologia completa delle presenze e delle reti in nazionale ― Venezuela | Cronologia completa delle presenze e delle reti in nazionale ― Venezuela |
| Data                                                                     | Città                                                                    | In casa                                                                  | Risultato                                                                | Ospiti                                                                   | Competizione                                                             | Reti                                                                     | Note                                                                     |
| ------------------------------------------------------------------------ | ------------------------------------------------------------------------ | ------------------------------------------------------------------------ | ------------------------------------------------------------------------ | ------------------------------------------------------------------------ | ------------------------------------------------------------------------ | ------------------------------------------------------------------------ | ------------------------------------------------------------------------ |
| 18-2-2004                                                                | Caracas                                                                  | Venezuela                                                                | 1 – 1                                                                    | Australia                                                                | Amichevole                                                               | -                                                                        |                                                                          |
| 28-4-2004                                                                | Kingston                                                                 | Giamaica                                                                 | 2 – 1                                                                    | Venezuela                                                                | Amichevole                                                               | -                                                                        | 46’                                                                      |
| 1-6-2004                                                                 | San Cristóbal                                                            | Venezuela                                                                | 0 – 1                                                                    | Cile                                                                     | Qual. Mondiali 2006                                                      | -                                                                        | 46’                                                                      |
| 6-6-2004                                                                 | Lima                                                                     | Perù                                                                     | 0 – 0                                                                    | Venezuela                                                                | Qual. Mondiali 2006                                                      | -                                                                        | 79’                                                                      |
| 6-7-2004                                                                 | Lima                                                                     | Venezuela                                                                | 0 – 1                                                                    | Colombia                                                                 | Coppa America 2004 - 1º turno                                            | -                                                                        | 39’                                                                      |
| 9-7-2004                                                                 | Lima                                                                     | Perù                                                                     | 3 – 1                                                                    | Venezuela                                                                | Coppa America 2004 - 1º turno                                            | 1                                                                        | 58’                                                                      |
| 12-7-2004                                                                | Trujillo                                                                 | Venezuela                                                                | 1 – 1                                                                    | Bolivia                                                                  | Coppa America 2004 - 1º turno                                            | -                                                                        | 74’                                                                      |
| 18-8-2004                                                                | Las Palmas                                                               | Spagna                                                                   | 3 – 2                                                                    | Venezuela                                                                | Amichevole                                                               | -                                                                        | 68’                                                                      |
| 9-10-2004                                                                | Maracaibo                                                                | Venezuela                                                                | 2 – 5                                                                    | Brasile                                                                  | Qual. Mondiali 2006                                                      | -                                                                        | 46’                                                                      |
| 9-2-2005                                                                 | Maracaibo                                                                | Venezuela                                                                | 3 – 0                                                                    | Estonia                                                                  | Amichevole                                                               | 1                                                                        | 69’                                                                      |
| 26-3-2005                                                                | Maracaibo                                                                | Venezuela                                                                | 0 – 0                                                                    | Colombia                                                                 | Qual. Mondiali 2006                                                      | -                                                                        | 74’                                                                      |
| Totale                                                                   |                                                                          | Presenze                                                                 | 11                                                                       |                                                                          | Reti                                                                     | 2                                                                        |                                                                          |

## Palmarès

### Club

#### Competizioni nazionali
- Campionato italiano Serie C1: 1

Cosenza: 1997-1998 (girone B)

#### Competizioni internazionali
- Coppa Intertoto UEFA: 1

Udinese: 2000

### Individuale
- Capocannoniere della Serie C1: 1

1997-1998 (19 gol)